# 시정선
시정선(柴井線)은 평양직할시 형제산구역에 있는 간리역과 평안남도 대동군에 있는 시정역을 연결하는, 조선민주주의인민공화국의 철도노선이다.

## 노선 정보
- 구간과 거리 : 간리역~시정역 8.0km
- 역 수 : 2개(양단역 포함)
- 궤도 간격 : 1435mm(표준궤)
- 전철화 구간 : 전 구간(직류 3000V)
- 복선 구간 : 없음

## 역 목록
| 역이름     | 영업거리 (km) | 접속노선       | 소재지          |
| ---------- | ------------- | -------------- | --------------- |
| 간리(間里) | 0.0           | 평의선, 평라선 | 평양직할시      |
| 시정(柴井) | 8.0           |                | 평안남도 대동군 |